# Casimir Giroud
Pour les articles homonymes, voir Giroud.
Casimir Giroud, né le 3 janvier 1811 à Auch (Gers) et mort le 30 août 1896 à Douai (Nord), est un homme politique français.

## Biographie
Raffineur de sucre, président de la Chambre de commerce de Douai, il est sous-directeur de la section française à l'Exposition universelle de 1878. 
Conseiller général du Nord de 1873 à 1883, il est député du même département de 1879 à 1885, siégeant avec la gauche modérée, et maire de Douai de 1892 à sa mort.

## Distinctions
- Officier de la Légion d'honneur par décret du 31 décembre 1892[2].